# Caecidotea pasquinii
Caecidotea pasquinii är en kräftdjursart som först beskrevs av Roberto Argano 1972.  Caecidotea pasquinii ingår i släktet Caecidotea och familjen sötvattensgråsuggor. Inga underarter finns listade i Catalogue of Life.